# Vipera ursinii moldavica
Vipera de stepă (Vipera ursinii moldavica) este o subspecie protejată a viperei ursinii, prezentă și în România, în zona Moldovei și a Deltei Dunării.

## Arealul de răspândire
În Moldova, populații constante de vipere de stepă se găsesc în Valea lui David, Dealul lui Dumnezeu și în Ciritei. Se estimează un număr de aproximativ 1000-1500 de exemplare în aceste zone.
În Delta Dunării, populații constante au fost raportate în Sfântul Gheorghe, Perișor-Periteasca și în Letea (populație în declin). Se estimează un număr  de 3000 de exemplare în aceste zone.

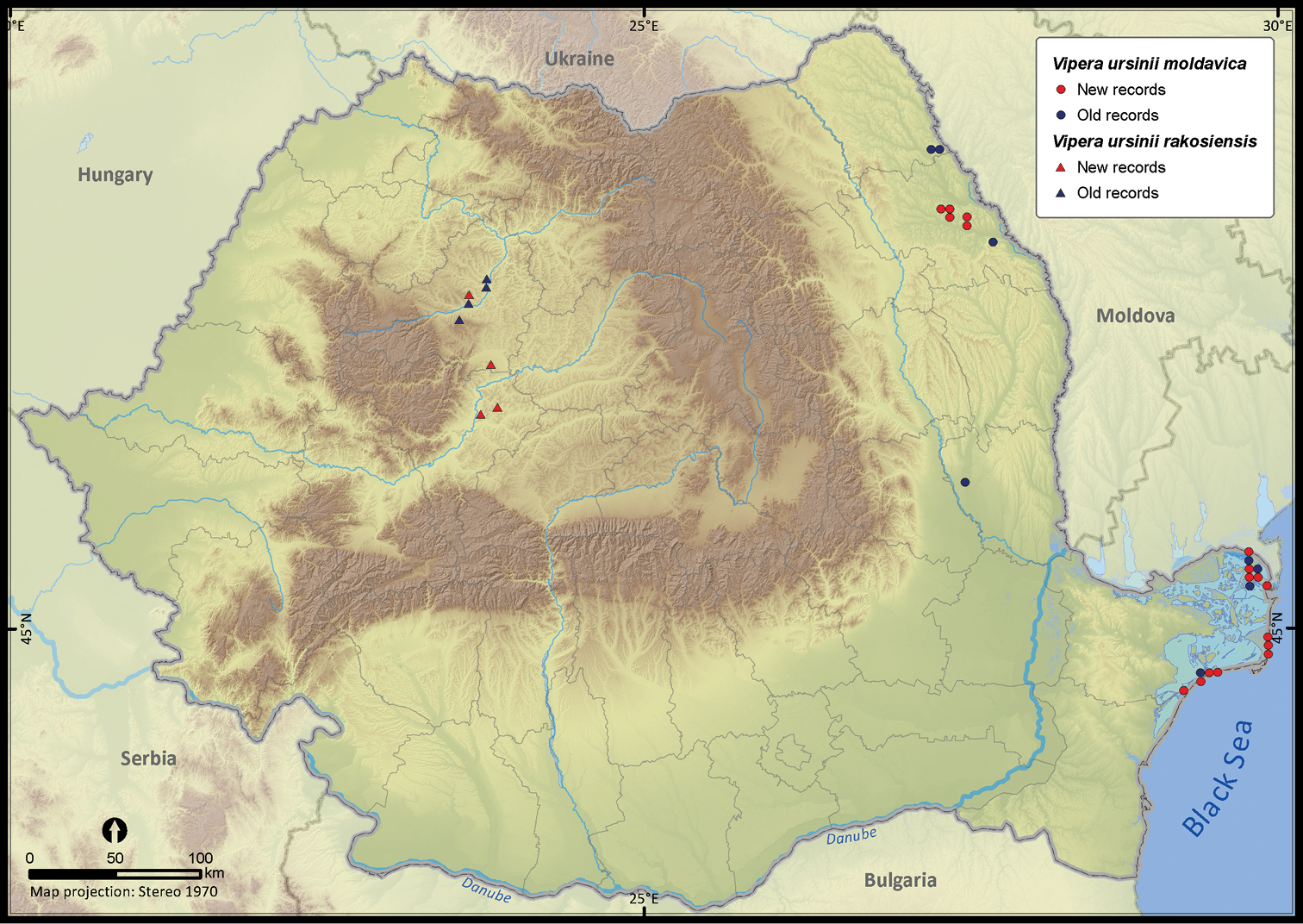
Distribuția speciilor de viperă ursinii (vipera ursinii rakosiensis și vipera ursinii moldavica) în România

### Amenințări ale subspeciei
Vipera de stepă este periclitată din cauza activităților agricole intensive (zona Valea lui David și Sfântul Gheorghe), activităților turistice, dezvoltarea localităților, colecție ilegală.